# Orfeo Superdomo
Orfeo Superdomo era un estadio multieventos que se ubica en la ciudad de Córdoba, Argentina. Fue utilizado para varios espectáculos musicales, teatrales y múltiples eventos deportivos como vóley, box, tenis o básquet. También se realizaban allí conferencias, cenas, exposiciones, ferias, etc.
Durante el confinamiento (del Sars Vov-2 / CoVid-19) su dueño Don Euclides Bugliotti, quería demoler el Orfeo, pero después, prestó el establecimiento para usarse como centro de vacunación. Hoy en día se encuentra cerrado y han sido vendidas sus butacas. 
Es el primer espacio integral de Argentina concebido especialmente para el desarrollo de espectáculos musicales y teatrales. Grandes artistas y bandas se han presentado en el Orfeo, como Arctic Monkeys, Luis Miguel, Callejeros, Metallica, Black Sabbath, Divididos, Guns N' Roses, Gustavo Cerati, León Gieco, Roxette, Charly García, Stone Temple Pilots, Joaquín Sabina, La Oreja de Van Gogh, Joe Cocker, Noel Gallagher, Bob Dylan y Selena Gomez, entre otros.

## Espacios
El estadio cuenta con comodidades y espacios como:
- Áreas de servicios y bares de comida rápida.
- 4 ascensores.
- Amplio estacionamiento vehicular.
- Facilidad de acceso al predio por puente peatonal y al edificio a través de 40 puertas dobles antipánico.
- Pista de 50 m × 30
- Superficie apta para el armado de campos de juego o para albergar 2080 butacas desmontables
- Escenario con dimensiones de 30 m de largo x 20 m de fondo x 18 m de altura libre.
- Apto para todo tipo de espectáculo artístico y cultural.

Plateas 7780 localidades circundan la pista.
Área para producción:
- Oficinas para producción con telefonía.
- 8 camarines con baños privados y duchas con agua caliente.
- 6 vestuarios.
- 2 salones de usos múltiples.

## Equipamiento
- 1 pantalla para cine de 9 x 18 m
- 4 pantallas de 6 x 5 m
- 4 proyectores de 3500 ansi-lúmenes
- 1 grupo generador de 500 kW y complejos sistemas de acústica e iluminación
- Líneas especiales con filtro para alimentación de sonido
- Sistema de Riging Plot hasta 20 t de carga compuesto de 18 varas motorizadas
- 2 montacargas de 5 toneladas en backstage
- Telones ignífugos
- Caja negra propia con riel americano mecanizado de frente
- Escenario, front of house, free standing, tarimas
- Pisos deportivos flotantes para vóley y básquet
- Planes y sistemas de seguridad para casos de emergencia aprobados y certificados por las respectivas reparticiones

## Conciertos
Esta es una lista referenciada con la mayoría de los conciertos realizados en Orfeo Superdomo:
- Fito Páez   2003
- Erreway   2003
- Divididos   2002, 2004, 2010, 2011
- León Gieco   2004
- Los Piojos   2004
- La Oreja de Van Gogh   2004, 2007, 2009
- Les Luthiers   2004, 2007, 2009, 2011, 2013, 2015
- Los Rodríguez   2006
- Miranda!   2006
- Rata Blanca   2011
- Ricardo Arjona   2006, 2017
- UB40   2006
- Paulina Rubio   2007
- Callejeros   2007, 2008, 2010
- Alejandro Sanz   2007, 2010, 2013
- Ricky Martin   2007,2011
- Bryan Adams   2007
- Andrés Calamaro   2007, 2009
- Zucchero Fornaciari   2007, 2012
- Julieta Venegas   2008, 2011
- Don Omar   2008
- RBD   2008
- Bob Dylan   2008[2]
- Teen Angels   2008, 2009, 2010, 2011 y 2012
- Cyndi Lauper   2008
- La Ley   2003
- Gustavo Cerati   2006, 2007, 2009
- Liza Minnelli   2009
- Raphael   2009
- Los Olimareños 2009
- Paul Oakenfold   2010, 2011
- Alejandro Lerner   2010
- David Bisbal   2010, 2011
- Daddy Yankee   2010
- Charly García   2010, 2011
- Luis Miguel 2005, 2010, 2012, 2014, 2015, 2019
- Joaquín Sabina   2010
- Stone Temple Pilots   2010
- Tom Jones   2010
- Metallica   2010
- Daniela Mercury   2011
- Chayanne   2011
- Calle 13   2011
- Roxette   2011, 2012
- Slash    2011
- Nick Jonas & The Administration   2011
- Guns N' Roses   2011
- Deep Purple   2011
- Selena Gomez & the Scene   2012
- Marc Anthony   2012
- Michael Buble   2012
- Joe Cocker   2012
- Roger Hodgson   2012
- Noel Gallagher's High Flying Birds   2012
- Megadeth   2012
- José Luis Perales   2012
- La Renga   2012
- Jorge Rojas  2017
- Ana Belén y Víctor Manuel   2013
- Ringo Starr   2013
- Wisin y Yandel   2009, 2010
- Juanes   2012
- Violetta   2013, 2015
- Arctic Monkeys   2014
- Ciro y los Persas   2010, 2016
- Queen + Adam Lambert   2015
- No Te Va Gustar 2015
- Muse   2015
- Black Sabbath   2016
- Márama 2016
- Lali Espósito   2016
- Soy Luna   2017
- Nicky Jam   2017
- Abel Pintos   2013, 2014, 2017
- La Beriso   2018
- Ulises Bueno   2018
- Sebastián Yatra 2019
- Paulo Londra 2019